# Olga Forx
Olga Dmítrievna Forx (rus: О́льга Дми́триевна Форш, Oljga Dmitrijevna Forš), de soltera Komarova (rus: Комаро́ва) (28 de maig [C.J. 16 de maig] de 1873 - 17 de juliol de 1961, fou una novel·lista russa i soviètica, dramaturga, memorialista i guionista.

## Primers anys
Forsh va néixer a la fortalesa de Gunib, al Daguestan, filla d'un general de divisió de l'exèrcit imperial rus. El seu pare va conèixer la seva mare, Nina Xakhetdinova, una azerbaidjanesa, mentre estava estacionat al Caucas. Nina va morir quan Olga era molt jove. La madrastra d'Olga, que també era la seva ex dida, va mostrar poc interès en ella, sobretot després del naixement de la seva pròpia filla, fruit de la relació amb el pare d'Olga. Quan el seu pare, el major general Komarov, va morir en 1881 Olga fou enviada a un orfenat per als nens de la noblesa.
Es va casar amb Borís Eduàrdovitx Forx, que també havia nascut en la família d'un oficial militar d'alt rang, en 1895. En la dècada de 1890 va estudiar a diverses escoles d'art, les més importants a Kíev i Sant Petersburg, on va treballar en l'estudi de Pàvel Txistiakov.
El 1904 Borís Forx va renunciar a l'exèrcit, pel seu desacord a l'hora de participar en execucions de presos polítics. Va ser privat del seu salari, i ell i Olga va traslladar a una granja a Ucraïna amb els seus dos fills. Olga també estava embarassada en aquell moment. Més tard es va atribuir la inspiració per a les seves primeres històries al seu llarg període de vida entre la pagesia. Les seves primeres obres de ficció es van publicar el 1907. Va continuar dibuixant i pintant, i va treballar com a professora d'art a l'Escola Levítskaia a Tsàrskoie Seló en 1910-1911, però amb el pas del temps va tornar cap a l'escriptura.

## Carrera
Olga estava interessada en les idees de moda de l'època, inclòs el tolstoianisme, la teosofia i el budisme, però es va acostar cada cop més al socialisme. Després de la Revolució Russa de 1917 Olga i el seu marit es van convertir en partidaris actius dels bolxevics. El marit d'Olga va morir de tifus mentre servia a l'Exèrcit Roig a Kíev. Després de la seva mort, Olga va continuar dedicant-se a l'obra cultural.
Va dedicar diverses novel·les a la història del pensament revolucionari i el moviment revolucionari a Rússia. Entre elles es troben Odeti kàmnem, rus: Одеты камнем ("Vestit amb pedra", 1924-1925, també convertit en un guió de cinema), sobre el revolucionari Mikhaïl Stepànovitx Beideman, Goriatxi tsekh rus: Горячий цех ("El taller febril", 1926), sobre la Revolució de 1905-1907, i Perventsi svobodi rus: Первенцы свободы ("Els pioners de la llibertat" 1950-1953), que s'ocupa dels desembristes. També va escriure les tres parts de la novel·la biogràfica Radísxev, que comprèn els llibres "Llevat jacobí" (1932), "La terratinent de Kazan" (1934 -35), i El llibre perniciós (1939) rus: Радищев. (Якобинский заквас, 1932; Казанская помещица, 1935; Пагубная книга, 1939). La seva obra experimental Smert Kopérnika (Léktor-zamestítel) rus: Смерть Коперника (Лектор-заместитель) (""La mort de Copèrnic (professor substitut)") fou publicada el 1930.
El destí de la personalitat creativa en un règim despòtic es representa en la novel·la "Els contemporanis", rus: Современники Sovreménniki(1926), sobre Nikolai Gógol i Aleksandr Ivànov. En les novel·les "El vaixell boig", rus: Сумасшедший корабль (1930) i "El corb", rus: Ворон, (originalment titulada "Els simbolistes", rus: Символисты 1933), l'escriptora retrata la vida de la intel·lectualitat artística de Petrograd al segle XX i en els primers anys posteriors a la revolució, i crea retrats dels seus contemporanis, com ara Maksim Gorki, Aleksandr Blok i Fiódor Sologub.

## Darrers anys
Olga va assolir un gran reconeixement en el camp de la literatura soviètica, jugant un paper important en el Congrés d'Escriptors del 1934, i en el Congrés del 1954, on va donar el discurs d'obertura. Fou guardonada amb l'Orde de la Bandera Roja del Treball (dues vegades) i l'Orde de la Insígnia d'Honor.
Va morir a Tiàrlevo, un barri de Leningrad, el 1961. Va ser enterrada al cementiri de Kazan, als afores de Puixkin.